# S-Matrix
Die S-Matrix oder Streumatrix beschreibt in der Streutheorie der Quantenmechanik und der Quantenfeldtheorie die Streuamplituden. Sie wurde 1937 von John Archibald Wheeler in der Kernphysik eingeführt und unabhängig von Wheeler 1943 von Werner Heisenberg (von ihm als "Matrix S" bezeichnet) in den Quantentheorien von Elementarteilchen.
Die Betragsquadrate der dimensionslosen Elemente der S-Matrix geben für einen Anfangs- und einen Endzustand die Wahrscheinlichkeit, dass der Anfangszustand bei der Streuung in den Endzustand übergeht. Der nichttriviale Teil der S-Matrix wird T-Matrix oder Transfermatrix genannt.
Die axiomatische S-Matrix-Theorie, ein Teilgebiet der axiomatischen Quantenfeldtheorie, versucht zentrale Eigenschaften der S-Matrix, wie z. B. ihre Unitarität, axiomatisch festzuhalten. Ein früher Erfolg axiomatischer Überlegungen ist die von Harry Lehmann, Kurt Symanzik und Wolfhart Zimmermann gefundene und nach den Anfangsbuchstaben ihrer Nachnamen benannte LSZ-Reduktionsformel. Diese besagt, dass die S-Matrix einer Quantenfeldtheorie sich aus den zeitgeordneten n-Punkt-Funktionen berechnen lässt.
In den 1960er Jahren misstraute man der Anwendbarkeit der konventionellen Quantenfeldtheorie in der Theorie der starken Wechselwirkung. Hier galt die S-Matrix-Theorie als Alternative und war daher ein sehr aktives Forschungsfeld, insbesondere in der Schule von Geoffrey Chew.
Die Formulierung einer S-Matrix ist nur möglich, wenn vor und nach dem Streuvorgang die Existenz nicht-wechselwirkender asymptotischer Zustände bzw. Felder angenommen wird.
Weil in der Quantenfeldtheorie auf gekrümmten Raumzeiten die Formulierung eines Fockraums asymptotischer Zustände zu sehr frühen und späten Zeiten im Allgemeinen nicht möglich ist, wird für diese Fälle nach Alternativen zur Formulierung einer S-Matrix geforscht.
Auch in konformen Quantenfeldtheorien ist die Definition einer S-Matrix unmöglich, weil hier die Definition asymptotischer Felder und Zustände unmöglich ist; weit entfernte Punkte können nämlich durch eine Dilatation in nahe Punkte abgebildet werden.